# Mary av Storbritannien
Prinsessan Mary av Storbritannien (Victoria Alexandra Alice Mary) Princess Royal, född 25 april 1897, död 28 mars 1965, var enda dotter till kung Georg V av Storbritannien och Mary av Teck och därmed faster till drottning Elizabeth II.

## Biografi
Mary föddes i York Cottage på slottet Sandringham och kom att växa upp som ensam flicka bland fem bröder. Hon undervisades i hemmet, till en början tillsammans med sina äldsta bröder Edward (senare Edvard VIII av Storbritannien) och Albert (senare Georg VI av Storbritannien). Prinsessan talade förutom engelska även franska och tyska flytande och fick tidigt ett stort intresse för hästar, ridning och scoutrörelsen, där hon 1920 blev hedersordförande för det engelska flickscoutförbundet. 
Under första världskriget besökte hon regelbundet flera sjukhus tillsammans med sin mor och gick en sjuksköterskekurs 1918 samt arbetade sedan något år på Great Ormond Street Hospital i London.
Prinsessan Mary gifte sig 28 februari 1922 i Westminster Abbey med Henry Lascelles, 6:e earl av Harewood (1882-1947) Prinsessan fick två söner med honom. Familjen bodde först på Goldsborough Hall och efter 1929 på Harewood House i Yorkshire, en egendom som maken ärvt efter sin far. 
Under 1940-talet fick prinsessan allt fler officiella uppdrag, något som fortsatte fram till hennes död i mars 1965. Ett av hennes sista officiella åtaganden var som drottning Elizabeth II:s representant vid begravningen av sin syssling drottning Louise av Sverige i Stockholm. Hon dog hastigt av en hjärtinfarkt 14 dagar senare.

## Utmärkelser
- Hedersdoktor vid Lavaluniversitetet,  1955[2]
- Hedersdoktor vid universitetet i Lille,  1956[3]
- Kungliga röda korset
- Dame med storkors av Brittiska Johanniterorden
- Dame med storkors av Victoriaorden
- Indiska kronorden
- Dame med storkors av Brittiska imperieorden

[Redigera Wikidata]